# الحرب الزائفة

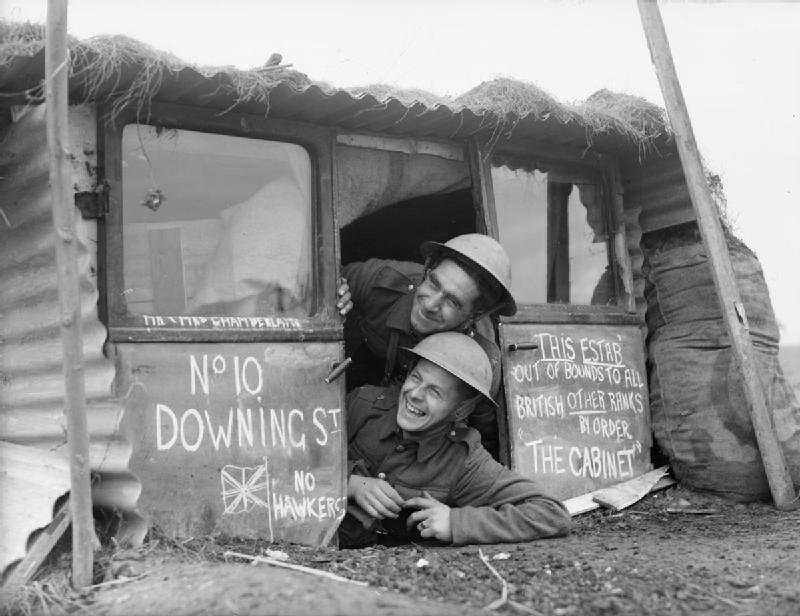
قوات الجيش البريطاني في فرنسا عام 1939

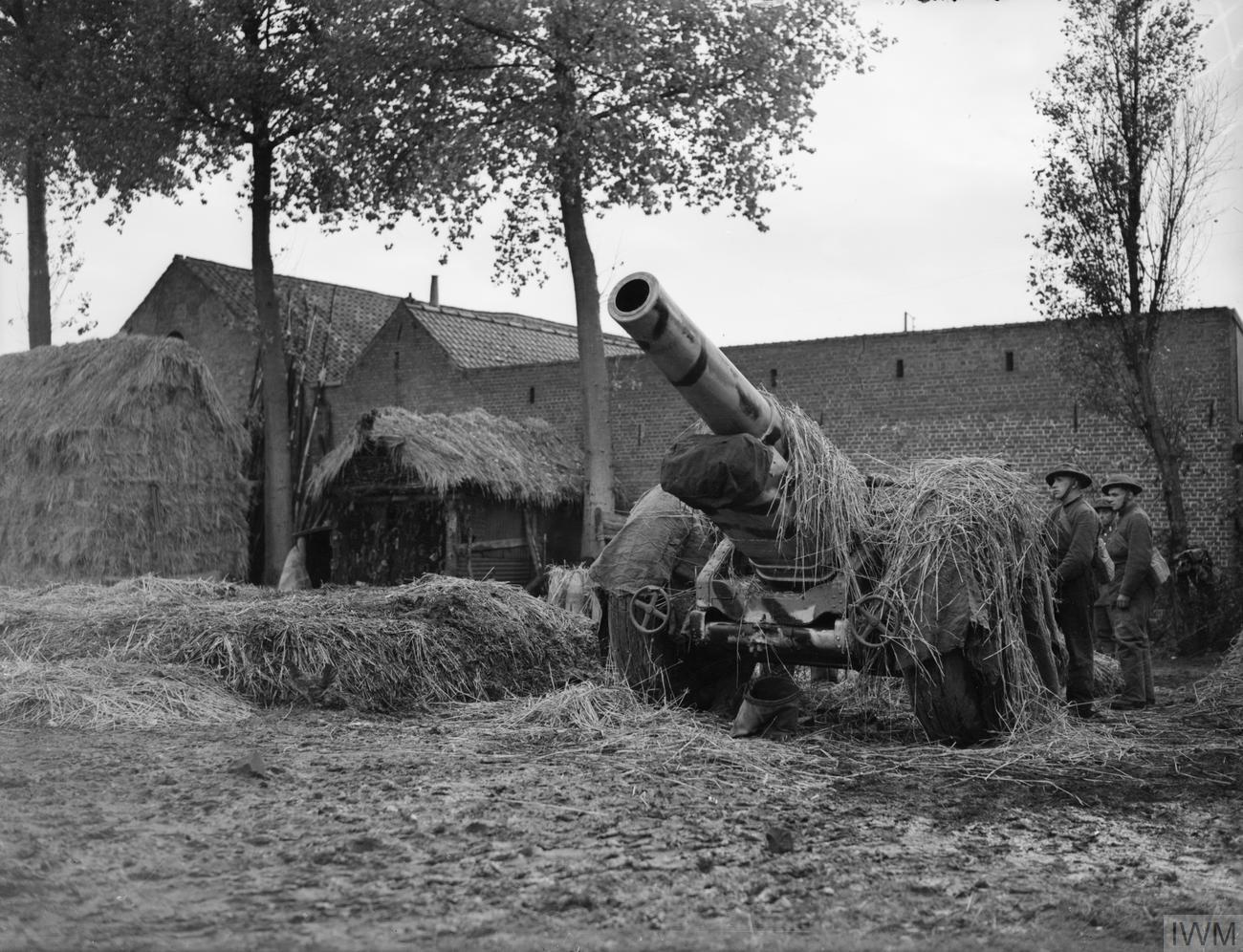
مدفع 8 انج تابع لقوات الحلفاء خلال الحرب الزائفة 1939-1940

الحرب الزائفة (بالإنجليزية: The Phoney War)‏، أو الحرب المتوقفة (بالألمانية: Sitzkrieg)، أو الحرب المضحكة (بالفرنسية: Drôle de guerre)‏ هي الوضع العسكري على الحدود الألمانية الفرنسية بدءاً من 3 سبتمبر 1939 يوم إعلان بريطانيا وفرنسا الحرب على ألمانيا النازية وحتى يوم 10 مايو 1940 يوم الهجوم الألماني في ما يعرف باسم معركة فرنسا، وما بين هذين التاريخين ساد جمود فعلي في العمليات الحربية بعد اشتباكات صغيرة الحجم.

## الخلفية التاريخية
- في 19 مايو 1939 التقى المسؤولون الفرنسيون والبولنديون لبحث التهديدات الألمانية المتزايدة على بولندا، وتم الاتفاق على أن يشن الفرنسيون بشكل متصاعد هجوماً على أهداف محددة عند اليوم الثالث بعد يوم التعبئة العامة.
- في 1 سبتمبر 1939 قامت القوات الألمانية بغزو بولندا، فقام الفرنسيون بإعلان التعبئة العامة في نفس اليوم. وفي 3 سبتمبر أعلنت فرنسا مع بريطانيا الحرب على ألمانيا.
- كانت الحدود الألمانية محمية بخط سيغفريد، في حين كانت الحدود الفرنسية محمية بخط ماجينو.

## عملية السار

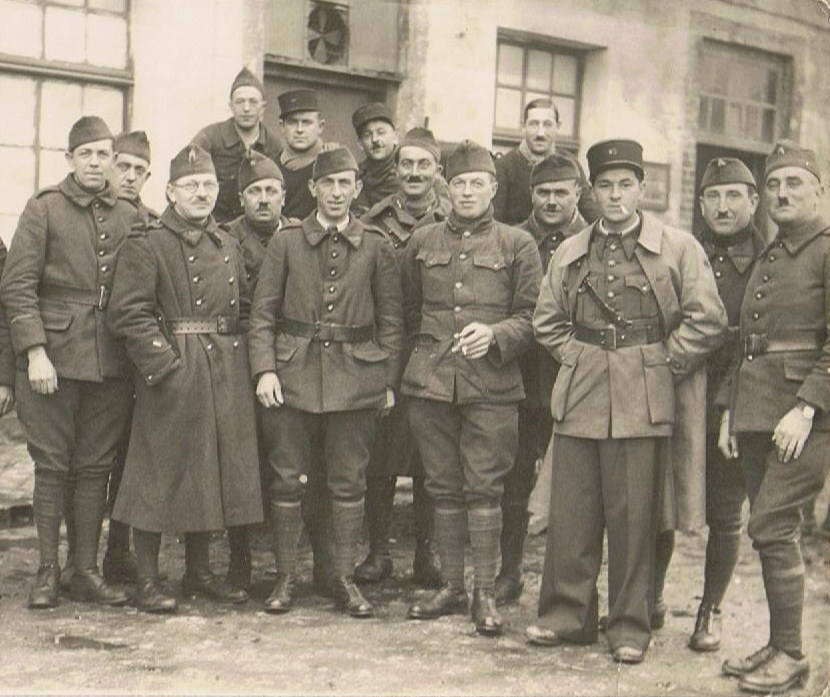
مجموعة من قوات التحالف خلال فترة الحرب الزائفة 1939-1940

نفذت القوات الفرنسية هجوما محدودا على إقليم السار الحدودي الألماني. كانت القوات الألمانية (مجموعة الجيوش جـ) تحت قيادة ويلهلم ريتر فون ليب، تقابلها القوات الفرنسية المقسمة إلى مجموعتي جيوش. إحداها (مجموعة الجيوش الثانية) كانت تحت قيادة غاستون بريتيلا Gaston Prételat، والأخرى (مجموعة الجيوش الثالثة) تحت قيادة هنري بيسون Henri Besson، وكلاهما كان يتبع موريس غاملين Maurice Gamelin القائد العام الفرنسي.
بدا الهجوم في 7 سبتمبر. من بين 31 فرقة كانت متاحة آنذاك، 14 فقط كانت في الخطوط الأمامية، استخدم منها تسعة فقط، وقد حاولت تلك القوات التقدم 12 كيلومتراً فقط في إقليم السار الألماني. احتل الفرنسيون بعض القرى، ثم استرد الألمان هذه القرى في وقت لاحق.
في 13 سبتمبر تم إيقاف الهجوم الفرنسي تحت حجة أن هزيمة بولندا قد تحققت، رغم أن المقاومة البولندية استمرت بعد ذلك أكثر من أسبوعين. بلغت حصيلة خسائر الجيش الفرنسي من هذا الهجوم 27 قتيلاً، و22 جريحاً، و28 مفقوداً. أما القوات الجوية الفرنسية فقد خسرت 9 طائرات مقاتلة، 18 طائرة استطلاع.
لم تقع بعد ذلك مناوشات تستحق الذكر رغم أن حالة الحرب بين الألمان والحلفاء لم تنته، ولم يحرك الحلفاء ساكناً حتى بعد أن غزى الألمان الدنمارك، والنرويج، ولم يتحركوا إلاّ بعد أن غزا الألمان هولندا، وبلجيكا، ولوكسمبورغ فجر 10 مايو 1940 ضمن ما يعرف باسم معركة فرنسا، والتي انتهت بهزيمة قوات الحلفاء، واحتلال تلك الدول إضافة إلى فرنسا.

## الانتقادات
- ألم يكن من الأفضل أن يستغل الحلفاء فرصة انشغال الألمان بغزو بولندا في شن هجوم فعال عليهم؟
- أثناء محكمة نورنبيرغ بعد الحرب اعترف ألفرد يودل، رئيس العمليات في القوات المسلحة الألمانية، بما معناه أنه يعجب من عدم استخدام فرنسا وبريطانيا لـ 110 فرقة تحت تصرفها لغزو ألمانيا التي كان لديها على حدود فرنسا 23 فرقة بينما كانت منشغلة بغزو بولندا، وأيده في ذلك الماريشال فيلهلم كايتل رئيس قيادة القوات المسلحة الألمانية. ثم قام بول رينو (رئيس وزارء فرنسا أثناء معركة فرنسا) عند كتابته لمذكراته بالاستشهاد بشهادة يودل وكايتل في لوم غاملين على ضعف همته، وعدم قيامه بغزو ألمانيا.
- بناءً على كل ذلك استنتج كثير من المؤرخين أنه لو قام الفرنسيون بهجوم فعلي على الألمان أثناء غزو بولندا لهزم الألمان في وقت مبكر من الحرب.
- مع ذلك هناك شكوك حول هذا الاستنتاج:
  - أولاً كان لدى الألمان عند قيام الحرب 34 فرقة (وليس 23 كما قال يودل)، كما أن أول قوات بريطانية لم تحط على أرض فرنسا حتى 3 أكتوبر 1939، وكان لدى الفرنسيين بعد التعبئة في بداية الحرب 86 فرقة، وهي تشمل الفرق المرابطة على الحدود مع إيطاليا، وإسبانيا.
  - ثانياً ليس هناك دليل على أن النجاح مضمون لو قام الفرنسيون (أو قوات الحلفاء في النهاية) بالهجوم على ألمانيا، فمثلاً في سبتمبر 1944 استطاعت قوات الحلفاء الوصول إلى الحدود الألمانية الفرنسية، وعلى الرغم من تفوقهم على الألمان، وانشغال الألمان في جبهات أخرى، لم يستطع الحلفاء اختراق تلك الحدود حتى فبراير 1945.
- مع ذلك يمكن القول بأن انتظار الحلفاء الهجوم الألماني عامي 1939 و1940 كان خطأً وأنه كان من الأفضل الهجوم عليهم وقت غزو بولندا.